# Zoarces americanus
Zoarces americanus es una especie de pez de la familia de los Zoarcidae en el orden de los perciformes.

## Morfología
Los machos pueden llegar a alcanzar los 110 cm de longitud total. i 5.436 g de pes.

## Alimentación
Come gusanos, crustáceos, moluscos, erizos de mar, peces y ascidias.

## Depredadores
En los Estados Unidos es depredado por bacalao ( Gadus morhua), Morone saxatilis , Pomatomus saltatrix. (Carcharhinus plumbeus) (Isurus oxyrinchus).

## Hábitat
Es un pez de mar y de Clima templado y demersal que vive entre 0-388 m de profundidad.

## Distribución geográfica
Se encuentra en el Atlántico noroccidental: desde Labrador (el Canadá) hasta Delaware (Estados Unidos ).

## Costumbres
Es de costumbres bentónicos.

## Observaciones
Es inofensivo para los humanos. 